# Tractat de Tilsit
Els Tractats de Tilsit foren dos acords signats per l'Emperador Napoleó I de França a la localitat de Tilsit el juliol de 1807.
El primer dels acords fou signat el 7 de juliol de 1807 poc després de la batalla de Friedland entre el Tsar Alexandre I de Rússia i Napoleó, acabant amb la guerra de la quarta coalició entre Rússia i França i iniciant una aliança entre els dos països, dividint Europa en àrees d'influència occidental i oriental, aquest fet deixava a la resta de països europeus en una posició més dèbil encara. Al mateix temps s'acordà en secret l'ajuda mútua en els conflictes. França prometia ajudar a Rússia contra els turcs per a l'ocupació de Moldàvia i Valàquia i contra Suècia amb la invasió de Finlàndia, mentre Rússia acordava unir-se al bloqueig continental contra el Regne Unit. Aquest tractat també donà a lloc a la creació del Gran Ducat de Varsòvia.
La cooperació entre Rússia i França es trencà l'any 1810, quan el tsar començà a permetre a vaixells neutrals comerciar amb els ports russos. El 1812, Napoleó envaïa Rússia, posant fi a tot vestigi d'aliança.
El segon tractat de Tilsit, signat dos dies més tard (9 de juliol de 1807), es firmava entre Prússia i França, posant fi a la guerra entre els dos, amb unes condicions extremadament dures per a Prússia, que perdia pràcticament la meitat del seu territori nacional.
El 12 d'octubre de 1808 Napoleó acordà amb el tsar Alexandre I de Rússia el congrés d'Erfurt refermar el tractat de Tilsit, cosa que li permeté reduir el nombre de soldats al front oriental europeu i concentrar els seus efectius militars a la península Ibèrica.